# Acanthodelta basilewskyi
Acanthodelta basilewskyi là một loài bướm đêm trong họ Noctuidae.